# Arbois
Arbois é uma comuna francesa na região administrativa de Borgonha-Franco-Condado, no departamento de Jura. Estende-se por uma área de 45,42 km². Em 2010 a comuna tinha 3 523 habitantes (densidade: 77,6 hab./km²).